# El comte de Montecristo
El Comte de Montecristo (en francès: Le Comte de Monte-Cristo) és una novel·la escrita per Alexandre Dumas (pare) l'any 1844. És considerada la seva millor obra i una de les grans novel·les de la història.
La història tracta temes com la venjança, la justícia i el perdó. Està basada en el cas real de François Picaud, un sabater parisenc que el 1807 va ser acusat per quatre amics envejosos d'espiar pels anglesos. Picaud va anar a la presó, on un presoner li va deixar en herència una fortuna. Quan va ser alliberat el 1814, va utilitzar tots els seus recursos per venjar-se dels que l'havien fet empresonar.

## Argument
La història comença quan Edmond Dantès, un jove mariner mercant, torna al port de Marsella on viuen el seu pare i els seus amics. Se'ns relata també, que s'està a punt de casar amb una catalana, Mercè Herrera.
Pel camí de retorn, el seu capità, Leclére, li fa prometre en el llit de mort, que anirà a l'illa d'Elba, on hi ha exiliat Napoleó i hi entregarà un paquet pel mariscal Bertrand. Allà, el mateix Napoleó li entrega una carta per un home de París.
Quan torna a casa, els seus amics Danglars, que veu en Edmond una nosa per triomfar, i Fernand Mondego, que també està enamorat de Mercè, acusen Edmond d'espiar per Napoleó. Edmond Dantès és portat davant de Villefort, un procurador, el qual veu de seguida que és innocent, ja que la carta de Napoleó anava dirigida al senyor Noirtier, el pare de Villefort, el qual envia Edmond a la presó del castell d'If per evitar que el secret s'arribi a conèixer.
A la presó, Dantès es desespera i perd les ganes de viure, fins i tot, intenta suïcidar-se deixant de menjar, però llavors es troba amb l'abat Faria, un vell presoner que en un intent d'excavar un túnel per fugir va a parar a la cel·la d'Edmond, i es fa amic seu. Faria instrueix a Edmond en diversos temes: matemàtiques, química, filosofia i llengua. També l'ajuda a mig esbrinar qui estaria interessat a desfer-se d'ell. Quan el vell abat se sent moribund, li confessa que hi ha un gran tresor amagat a l'illot de Montecristo, a les costes d'Itàlia. En morir, Edmond es fa passar per ell i és llançat al mar en lloc del cadàver de Faria. Llavors aconsegueix escapar.
Amb l'ajuda d'uns contrabandistes va a l'illa de Montecristo i troba el tresor. Edmond canvia molt en els anys de presidi, passa de ser un jove idealista a un home gris i calculador, que pensa gastar el seu temps en recompensar els que el van ajudar i en venjar-se dels qui el van trair. Per això ressorgeix com el comte de Montecristo.
Primerament, torna a Marsella a buscar els seus amics i parents, però ja no els troba. Fent-se passar per un frare, mossèn Buzoni, li treu a Caderousse, un taverner, la informació que confirma les seves sospites. Tots els que el van trair han triomfat en la vida. Fernand Mondego ara és comte de Morcerf, està casat amb Mercè i tenen un fill, Albert. Danglars és baró i el banquer més ric de París. Villefort és fiscal de París i procurador del rei Lluís Felip I de França.
En canvi, el senyor Morrel, propietari d'un armador i amic del pare d'Edmond, tenia un negoci pròsper quan ell va ser empresonat, però ara només li queda el seu fill Maximilien i uns quants criats. A més l'últim vaixell de la companyia, s'enfonsa en un huracà. Com que no pot pagar el seu deute, Morrel està disposat a suïcidar-se, però Edmond, disfressat de banquer anglès, Lord Willmore, li restitueix la fortuna.
Edmond se'n va a París i es presenta com el Comte de Montecristo, i causa furor en la societat parisenca. Es guanya la confiança i l'amistat dels seus enemics i els va segant l'herba sota els peus. Es presenta al baró Danglars i li anuncia que pot retirar un crèdit de sis milions. Llavors el va enganyant per tal que inverteixi la seva fortuna en negocis equivocats i després li demana el crèdit i li provoca la bancarrota.
Adquireix una esclava que es diu Haydée, antiga princesa de Janina, una ciutat que va caure per la traïció de Fernand, la fa lliure i sota la seva acusació, el comte queda deshonrat. Albert, que és vist per Edmond com el fill que hauria d'haver tingut amb Mercè, està disposat a batre's en duel amb ell, però Mercè, que descobreix la veritable identitat d'Edmond, li explica al seu fill tota la història. Mare i fill abandonen Fernand, que s'acaba suïcidant.
La família Villefort està dividida per l'herència, ja que el fiscal es va casar en segones núpcies amb Heloise, amb la qual té un fill, Edouard. Però Villefort ja tenia una filla del seu primer matrimoni, Valentine, que, a més a més, està enamorada de Maximilien Morrel. Montecristo turmenta Villefort amb el record d'un fill il·legítim que va tenir amb Hermine, la dona del baró d'Anglars i que suposadament va morir en el part. En realitat està ben viu i va ser criat per Bertuccio, un criat d'Edmond. Heloise, enverina Barrois, un criat de Nortier; la sogra de Villefort, la senyora de Saint-Merans i el seu marit; i intenta assassinar Valentine per tal que ella i el seu fill puguin quedar-se amb tota l'herència de la família. Amb una poció, Montecristo fa passar per morta a Valentine i ajuda Maximilien a fugir amb ella. Llavors Noirtier, aconsegueix comunicar al seu fill que l'assassina és Heloise, ell s'hi encara i ella, espantada, mata el seu fill i després se suïcida. Quan, després de totes aquestes desgràcies, Villefort descobreix que el seu fill bastard és viu i que és un assassí, acaba perdent el seny.
Al final, Edmond Dantès comprèn que s'està excedint i cancel·la la fase final de la seva venjança. Intenta compensar els que s'hi han vist ficats pel mig i n'han sortit escaldats, aplicant la seva pròpia justícia i aconseguint el perdó dels altres i de si mateix.

## Personatges
- Edmond Dantès: Al principi de la història és un jove mariner mercant, que aviat serà capità i es casarà. És denunciat pels seus amics i empresonat injustament durant molts anys. Torna sota la imatge del comte de Montecristo per venjar-se dels que li van prendre tot. Al llarg de la novel·la també utilitza disfresses, com la de mossèn Buzoni o Lord Willmore.
- Fernand Mondego: Amic d'Edmond, el traeix per poder-li robar la promesa, Mercè, a la que també estima. Quan Edmond surt del presidi, ell és comte de Morcerf, s'ha casat amb Mercè i han tingut un fill, Albert.
- Danglars: Company d'Edmond a la marina mercant. Veu el jove Dantès com un destorb per ascendir i també el traeix. Quan Edmond surt de la presó és baró i un banquer pròsper.
- Gerard de Villefort: Procurador que envia Edmond a la presó per encobrir el seu pare, partidari de Napoleó. Es casa amb una aristòcrata, té una filla, Valentine, i es converteix en fiscal de París i protector del rei.
- Mercè Herrera: Promesa d'Edmond, s'acaba casant amb Fernand mentre ell està a la presó. Mercè (o Mercedes) és una catalana que viu al barri Les catalans de Marsella.[1]
- Gaspard Gaderousse: Conegut d'Edmond, home en el qual no es pot confiar, quan surt de la presó li explica com el van trair. Acaba convertit en un lladre i un assassí i mor a mans del fill bastard de Villefort.
- Abat Faria. Sacerdot i erudit italià. Fa amistat amb Edmond mentre tots dos són presoners al castell d'If, li ensenya tots els seus coneixements. En els últims minuts de vida li revela el secret del tresor de Cesare Espada, ocult a l'illa de Montecristo, i el commina a trobar-lo.
- Maximilen Morrel: Fill d'un armador, enamorat de Valentine de Villefort. Es converteix en un amic de Montecristo quan és a París.
- Bertuccio: Criat fidel de Montecristo.